# Kalilangkap
Kalilangkap is een bestuurslaag in het regentschap Brebes van de provincie Midden-Java, Indonesië. Kalilangkap telt 3962 inwoners (volkstelling 2010).